# مشتق اتجاهي
في الرياضيات، يمثل المشتق الاتجاهي لدالة تفاضلية متعددة المتغيرات على طول متجه معين {\displaystyle {\vec {v}}} عند نقطة معينة {\displaystyle x} معدل تغير هذه الدالة على طول إتجاه هذا المتجه . لذلك فهو يعمم فكرة المشتق الجزئي، حيث يتم أخذ معدل التغير على طول أحد منحنيات الإحداثيات المنحنية، وتكون جميع الإحداثيات الأخرى ثابتة.

## الترميز
لتكن {\displaystyle f} دالة تفاضلية متعددة المتغيرات، يمكن الإشارة إلى المشتق الاتجاهي للدالة {\displaystyle f} على طول متجه {\displaystyle {\vec {v}}} بأي مما يلي:
- :{\displaystyle \nabla _{\mathbf {v} }{f}(\mathbf {x} )}،
- {\displaystyle f'_{\mathbf {v} }(\mathbf {x} )}،
- {\displaystyle D_{\mathbf {v} }f(\mathbf {x} )}،
- {\displaystyle Df(\mathbf {x} )(\mathbf {v} )}،
- {\displaystyle \partial _{\mathbf {v} }f(\mathbf {x} )}،
- {\displaystyle \mathbf {v} \cdot {\nabla f(\mathbf {x} )}}،
- {\displaystyle \mathbf {v} \cdot {\frac {\partial f(\mathbf {x} )}{\partial \mathbf {x} }}.}

## التعريف

خط منسوب للدالة ، يظهر متجه التدرج باللون الأسود، ومتجه الوحدة تحجيم بواسطة مشتق الاتجاه على طول باللون البرتقالي. يكون متجه التدرج أطول لأن التدرج يشير إلى اتجاه أكبر معدل لزيادة دالة.

المشتق الإتجاهي لدالة تفاضلية متعددة المتغيرات :
{\displaystyle f(\mathbf {x} )=f(x_{1},x_{2},\ldots ,x_{n})}
على طول متجه :
{\displaystyle \mathbf {v} =(v_{1},\ldots ,v_{n})}
هو الدالة {\displaystyle \nabla _{\mathbf {v} }{f}} المُعرفة بالنهاية التالية:
{\displaystyle \nabla _{\mathbf {v} }{f}(\mathbf {x} )=\lim _{h\to 0}{\frac {f(\mathbf {x} +h\mathbf {v} )-f(\mathbf {x} )}{h}}.}
إذا كانت الدالة قابلة للإشتقاق في {\displaystyle \mathbf {x} }، فإن المشتق الإتجاهي موجود، ويُعبر عنه ب:
{\displaystyle \nabla _{\mathbf {v} }{f}(\mathbf {x} )=\nabla f(\mathbf {x} )\cdot \mathbf {v} }
بحيث {\displaystyle \nabla } ترمز إلى التدرج و {\displaystyle \cdot } هو الجداء النقطي، وهذه القاعدة هي مجرد تطبيق لتعريف المشتق الإتجاهي :
{\displaystyle {\begin{aligned}0&=\lim _{t\to 0}{\frac {f(x+tv)-f(x)-tD_{f}(x)(v)}{t}}\\&=\lim _{t\to 0}{\frac {f(x+tv)-f(x)}{t}}-D_{f}(x)(v)=\nabla _{v}f(x)-D_{f}(x)(v)\\\implies &\nabla f(\mathbf {x} )\cdot \mathbf {v} =D_{f}(x)(v)=\nabla _{\mathbf {v} }{f}(\mathbf {x} )\end{aligned}}}

## خصائص
الكثير من الخصائص المألوفة للمشتق الإعتيادي تصلح للمشتق الاتجاهي. إذا كانت دوال {\displaystyle f} و {\displaystyle g} معرفة على مجالٍ، والقابلة للإشتقاق في {\displaystyle p}، فهي تستوفي الخصائص الآتية:
1. قاعدة الجمع :

{\displaystyle \nabla _{\mathbf {v} }(f+g)=\nabla _{\mathbf {v} }f+\nabla _{\mathbf {v} }g.} 
2 . قاعدة العامل الثابت :
{\displaystyle \nabla _{\mathbf {v} }(cf)=c\nabla _{\mathbf {v} }f.}
3 . قاعدة الضرب (أو قاعدة لايبنيس) :
{\displaystyle \nabla _{\mathbf {v} }(fg)=g\nabla _{\mathbf {v} }f+f\nabla _{\mathbf {v} }g.}
4 . قاعدة السلسلة ( إذا كانت {\displaystyle h} قابلة للإشتقاق في {\displaystyle g(p)} و {\displaystyle g} في {\displaystyle p}) :
{\displaystyle \nabla _{\mathbf {v} }(h\circ g)(\mathbf {p} )=h'(g(\mathbf {p} ))\nabla _{\mathbf {v} }g(\mathbf {p} ).}

## المشتق العمودي
المشتق العمودي هو مشتق اتجاهي على طول متجه عمودي على سطح ما، إذا كان هذا المتجه هو {\displaystyle {\vec {n}}}، فيرمز للمشتق العمودي بالآتي :
{\displaystyle {\frac {\partial f}{\partial \mathbf {n} }}=\nabla f(\mathbf {x} )\cdot \mathbf {n} =\nabla _{\mathbf {n} }{f}(\mathbf {x} )={\frac {\partial f}{\partial \mathbf {x} }}\cdot \mathbf {n} =Df(\mathbf {x} )[\mathbf {n} ].}